# Lodewijk van Mömpelgard
Lodewijk van Montbéliard (1019 - Mousson, tussen 1067/1076) was een zoon van Richwin van Scarpone en Hildegarde van Egisheim, een zuster van paus Leo IX. 
Lodewijk was kasteelheer van Mompelgard en graaf van Scarpone (Charpeigne in de Ardennen), Altkirch en Ferrette. Door zijn huwelijk met Sophia werd hij ook graaf van Bar. In 1042 kreeg hij Mömpelgard, een strategische positie tegen de opstandige Reinout I van Bourgondië, die hij in 1044 wist te verslaan. Via de verwantschap van zijn vrouw maakte hij aanspraken op de titel van hertog van Lotharingen, keizer Hendrik IV verkoos Diederik, een zoon van hertog Gerard. Deze betwisting zou de oorzaak van een eeuwenlange rivaliteit tussen Lotharingen en Bar, die pas beëindigd werd met het huwelijk van René I van Anjou in 1420.
Hij trouwde op 4 mei 1037 met Sophia van Lotharingen (ca. 1020 - 21 januari of 21 juni 1093). Zij was een dochter van Frederik II van Lotharingen hertog van Lotharingen en graaf van Bar (986 - 13 mei 1026) en Mathilde van Zwaben (ca. 995 - 1031). Na het overlijden van haar broer Frederik III werd zij hertogin van Bar, Mousson, Amance en Sarreguemines en voogd van de abdij van Saint-Mihiel. Uit zijn huwelijk werden geboren: 
- Bruno, jong overleden
- Diederik II
- Lodewijk, overleden na 1080
- Frederik (ovl. 29 juni 1091), heer van Lutzelbourg, steunde aanvankelijk tegenkoning Rudolf van Rheinfelden. Trok daarna naar Italië en maakte zich verdienstelijk als legeraanvoerder van zijn tante Beatrix en zijn nicht Mathilde van Toscane. Hij trouwde in 1080 te Turijn met Agnes van Savoie (ca. 1068 - na 1110) en werd markgraaf van Susa. Begraven in de Pauluskerk te Canossa. Na zijn dood werd Agnes non, en veroverde keizer Hendrik IV Toscane en het markgraafschap Susa.
- Mathilde, gehuwd met Hugo van Dagsburg († 1089)
- Sophia, gehuwd met graaf Folmar van Froburg,
- Beatrix († 1092), gehuwd met Berthold I van Zähringen († 1078)